# 姫とボクはわからないっ
『姫とボクはわからないっ』（ひめとボクはわからないっ）は、NHK Eテレで放送されている小学生対象の学校放送向け教育番組（総合学習）。2023年度にパイロット扱いで長期休暇期間に数本放送したのち、2024年10月10日からレギュラー放送が開始された。

## 概要
インターネットやスマートフォンとの付き合い方を題材にした寸劇形式の番組である。
番組の趣旨としては2014年に特別番組として制作された『スマホ・リアル・ストーリー』に近い。

## 放送時間
いずれも日本時間。
パイロット版
- 2023年3月28日 16:30 - 16:40
- 2023年8月17日 16:40 - 17:00 ※2本立て。
- 2024年1月4日・1月5日 16:40 - 16:50

レギュラー版
- 2024年度以降（10月 - 翌3月のみ）：木曜日 9:20 - 9:30
  - 2024年度は12月まではパイロット版の放送分のリピート、2025年1月より追加制作分を放送。内容は隔週で更新。
  - 2025年度は12月までは前年までのリピートを毎週更新で放送、以降は追加制作分を隔週更新で放送。

スペシャル版「子どもも大人も使いすぎ? の巻」
- 2025年3月8日 16:00 - 16:20

## 登場キャラクター
姫
演 - 新津ちせ
スグル
演 - 保坂凛駆
扇
声 - 藤森慎吾（オリエンタルラジオ）
母
演 - 真田麻好美

## 放送リスト
| 回 | 初回放送日      | サブタイトル                             |
| -- | --------------- | ---------------------------------------- |
| 1  | 2023年03月28日  | なぜじゃ!?オンラインゲームでいじめ? の巻 |
| 2  | 2023年08月17日  | あれよあれよで拡散じゃ!!                 |
| 3  | 2023年08月17日  | ネットの使いすぎにはご用心!!             |
| 4  | 2024年01月04日  | なぜじゃ!? グループチャットの乱          |
| 5  | 2024年01月05日  | ネトモと会う? 会わない? の巻             |
| 6  | 2025年01月09日  | ＡＩってなんじゃ? どう使う? の巻         |
| 7  | 2025年01月23日  | 困ったぞ! 投げ銭がとまらないっの巻       |
| 8  | 2025年02月06日  | 教室で悪ノリ! タブレットの変             |
| 9  | 2025年02月20日  | 不正アクセスにご用心! の巻               |
| 10 | 2025年03月06日  | ちょ、著作権って何なのじゃ? の巻         |
| 11 | 2025年012月18日 | （予定）                                 |
| 12 | 2026年01月15日  | （予定）                                 |
| 13 | 2026年01月29日  | （予定）                                 |
| 14 | 2026年02月12日  | （予定）                                 |
| 15 | 2026年02月26日  | （予定）                                 |
| 16 | 2026年03月12日  | （予定）                                 |
| SP | 2025年03月08日  | 子どもも大人も使いすぎ? の巻             |